# شجرتي شجرة البرتقال الرائعة (رواية)
شجرتي شجرة البرتقال الرائعة ( (بالبرتغالية: Meu Pé de Laranja Lima) هي رواية من تأليف خوسيه ماورو دي فاسكونسيلوس . نُشرت لأول مرة في عام 1968، واستخدمت كمنهج في فصول الأدب للمدارس الابتدائية في البرازيل . كما ترجم لعدة لغات ونشر في الولايات المتحدة وأوروبا.
الرواية هي جزء من رباعية كتبها فاسكونسيلوس، وترتكز على مراحل مختلفة من حياة بطل الرواية «زيزي»، ولم ينشر فاسكونسيلوس كتبه الأربعة مرتبة، ولكن نشرها بطريقة غير منتظمة، إذ اعتمد التسلسل الزمني بدلاً من التسلسل المباشر.
أنتج فيلم من الرواية في عام 2012.

## ملخص
لايوجد